# フランシス・ヴァーノン (初代シップブルック伯爵)
初代シップブルック伯爵フランシス・ヴァーノン（英語: Francis Vernon, 1st Earl of Shipbrook、1715年ごろ – 1783年10月15日）は、グレートブリテン王国の政治家、貴族。

## 生涯
ジェームズ・ヴァーノンと2人目の妻アリシューザ・ボイル（Arethusa Boyle、第3代ダンガーヴァン子爵チャールズ・ボイルの娘）の息子として、1715年ごろに生まれた。1725年よりウェストミンスター・スクールで教育を受けた後、1732年2月21日にケンブリッジ大学トリニティ・カレッジに入学した。また、同年6月20日にリンカーン法曹院に入学したとされる。
1738年から1762年まで枢密院書記官（Clerk to Privy Council）を務めた。
1761年イギリス総選挙で第2代ハリファックス伯爵ジョージ・モンタギュー＝ダンクの後援により政府の支持を得て、イプスウィッチ選挙区から出馬して庶民院議員に当選した。ビュート伯爵内閣期の1762年12月に下級商務卿（Lord of Trade）になり、グレンヴィル内閣でも留任した。官職についていたこととハリファックス伯爵の影響により首相ジョージ・グレンヴィルを支持し、1765年にグレンヴィルが辞任するとヴァーノンも下級商務卿を辞任、以降のチャタム伯爵内閣期に野党の一員として行動した。
ハリファックス伯爵のアイルランド総督在任中の1762年4月7日にアイルランド貴族であるダウン県におけるニューリーのオーウェル男爵に叙された。
1768年イギリス総選挙でミッチェル選挙区から出馬して落選、1774年イギリス総選挙でイプスウィッチ選挙区から出馬して落選したが、1776年7月21日にアイルランド貴族であるオーウェル子爵に、1777年2月8日にアイルランド貴族であるダウン県におけるニューリーのシップブルック伯爵に叙された。
1783年10月15日にオーウェル・パーク（Orwell Park）で死去、22日にナックトンで埋葬された。後継者がおらず、爵位は全て廃絶した。

## 家族

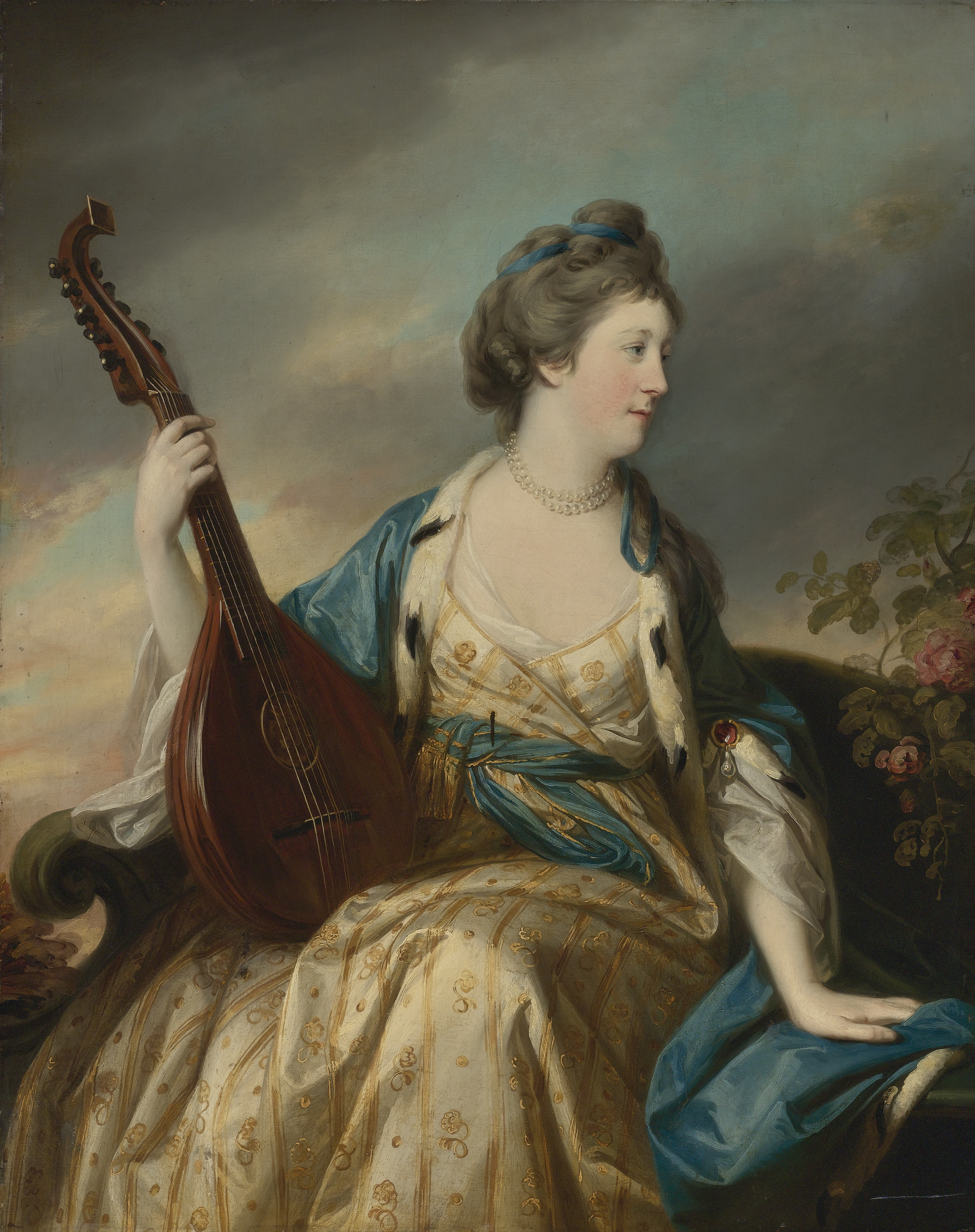
シップブルック伯爵夫人アリスの肖像画、フランシス・コーツ画。

1748年1月14日、アリス・イベットソン（Alice Ibbetson、1730年ごろ – 1808年9月23日、サミュエル・イベットソンの娘）と結婚した。
- エドワード（1752年以前 – 1763年6月11日以前）
- ジョージ（1752年以前 – 1763年6月11日以前）
- フランシス（1752年ごろ – 1760年4月14日埋葬）